# 祝融殿
27°18′02.4″N 112°40′38.9″E / 27.300667°N 112.677472°E
祝融殿，因祭祀火神祝融得名，又名老圣殿、天尺庵、云间寺，位于湖南衡山祝融峰上，为湖南省文物保护单位。

## 历史沿革
隋朝以前祝融峰顶就有建筑，据唐朝李冲昭《南岳小录》记载为司天霍王庙，即南岳大庙的前身。
后司天霍王庙迁至山下，演变成南岳大庙。祝融峰顶上保留的庙名称记载不详。
因为祝融峰海拔较高，峰顶的无名庙受到寒冷天气侵袭，几度被毁几度复修。
明朝万历二年，巡按湖广按察使李栻在庙址又修建开云祠，开云祠之后又废。
清乾隆十六年，在废址上奉旨重建，建成祝融殿来祭祀祝融君。
民国二十一年，湖南省政府主席何键捐资重修祝融殿。1982年，南岳管理局翻新。